# 12341 Calevoet
12341 Calevoet eller 1993 BN4 är en asteroid i huvudbältet som upptäcktes den 27 januari 1993 av den belgiske astronomen Eric W. Elst vid La Silla-observatoriet. Den är uppkallad efter Calevoet i Belgien.
Den tillhör asteroidgruppen Nysa.